# Trionymus lumpurensis
Trionymus lumpurensis är en insektsart som beskrevs av Takahashi 1951. Trionymus lumpurensis ingår i släktet Trionymus och familjen ullsköldlöss. Inga underarter finns listade i Catalogue of Life.